# Aleksander Łagiewski
Aleksander Jan Łagiewski (ur. 4 lipca 1900 w Warszawie, zm. 16 lipca 1936 k. Gdyni-Orłowa) – kapitan pilot Wojska Polskiego.

## Życiorys

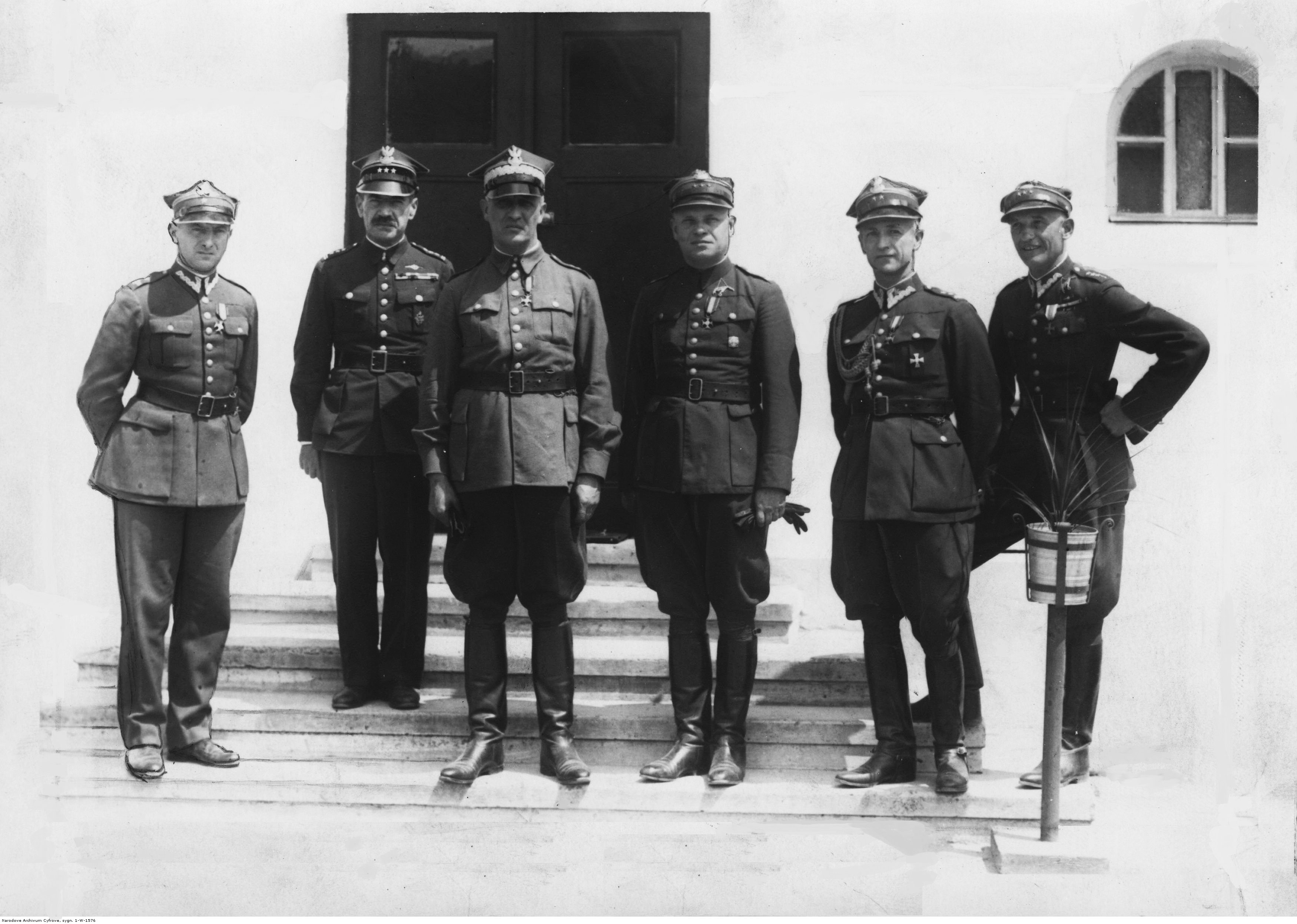
Wizyta gen. Gustawa Orlicz-Dreszera w 2 pułku lotniczym w Krakowie – kpt. Aleksander Łagiewski pierwszy z prawej.

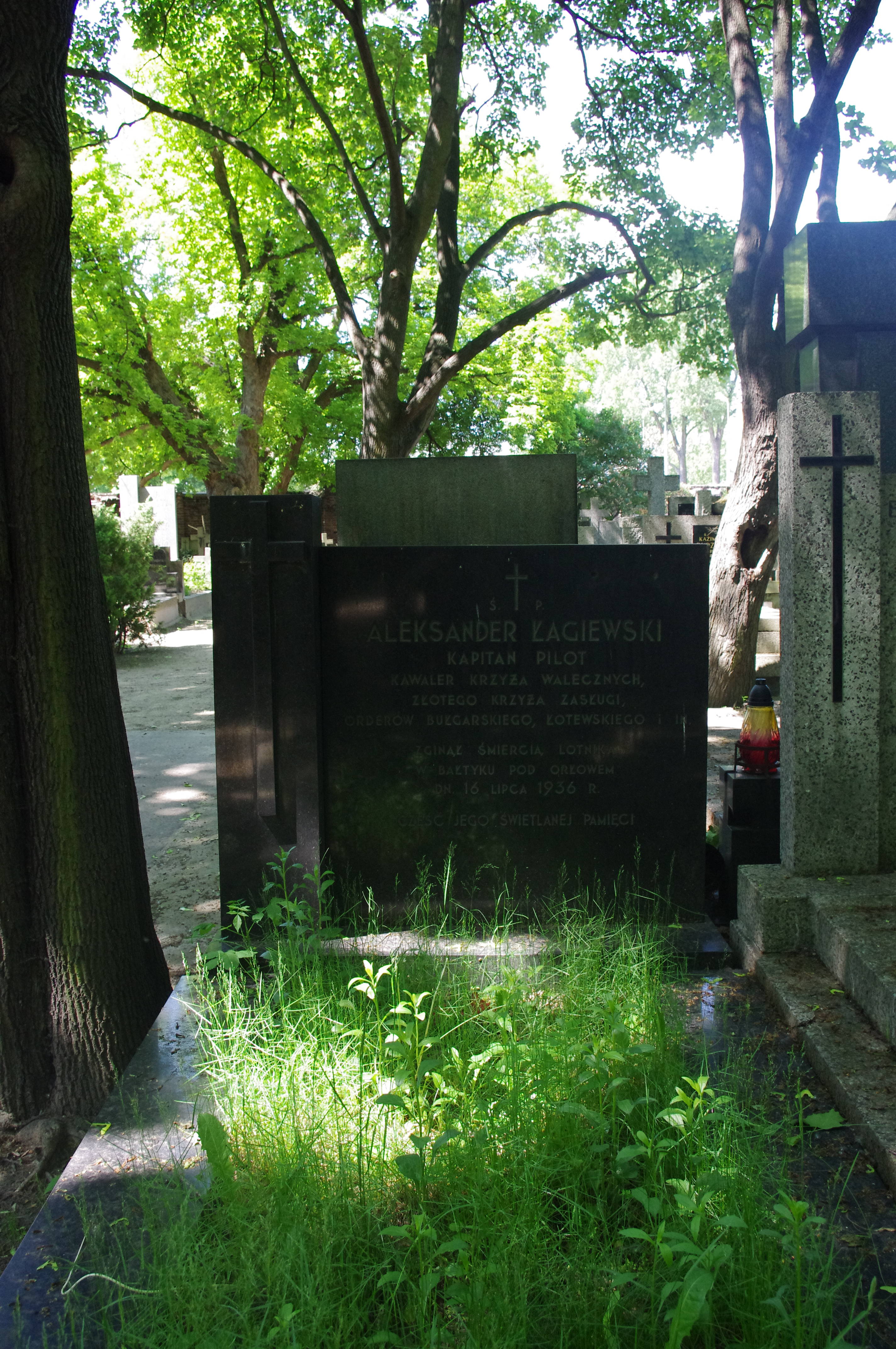
Nagrobek Aleksandra Łagiewskiego

Urodził się 4 lipca 1900 w Warszawie, w rodzinie Teofila i Marii Antoniny Łagiewskich. Miał siostrę. W Warszawie ukończył szkołę realną.
Po odzyskaniu przez Polskę niepodległości zaciągnął się jako ochotnik do Wojska Polskiego. Od 10 marca do 1 października 1919 był uczniem klasy „M” Szkoły Podchorążych w Warszawie. 6 listopada 1919 został mianowany z dniem 1 listopada 1919 podporucznikiem w piechocie i wcielony do 21 pułku piechoty. Podczas wojny polsko-bolszewickiej został ranny.
Został awansowany do stopnia porucznika piechoty ze starszeństwem z dniem 1 grudnia 1920. W 1923, 1924 pozostawał oficerem 21 pułku piechoty. W pierwszej połowie 1926 przeszedł do lotnictwa. Następnie zweryfikowany w stopniu porucznika lotnictwa ze starszeństwem z dniem 1 grudnia 1920. Początkowo był żołnierzem 3 pułku lotniczego w Poznaniu, a od połowy 1927 11 pułku myśliwskiego w garnizonie Lida. W 1928 był oficerem 2 pułku lotniczego w Krakowie. W 1932 był oficerem 1 pułku lotniczego w Warszawie. W jednostce był dowódcą eskadry treningowej. W kwietniu 1934 został awansowany do stopnia kapitana lotnictwa. Był uważany za doskonałego pilota myśliwskiego.
16 lipca 1936 poniósł śmierć w katastrofie lotniczej w Zatoce Gdańskiej pod Gdynią-Orłowem pilotując samolot RWD-9 o numerze „263 SP–DRC”, podczas podróży z Inspektorem Obrony Powietrznej Państwa gen. dyw. Gustawem Orlicz-Dreszerem i ppłk Stefanem Lothem. Lot był wykonywany w kierunku statku MS „Piłsudski”, którym wracała z USA żona generała. Do katastrofy doszło o godz. 14.14. Według świadków wypadku samolot nadlatujący od strony Sopotu na wysokości ok. 1 tys. m obniżył lot i nad Orłowem zatoczył kilka okrążeń (w tym czasie na nabrzeżu cumował niemiecki żaglowiec szkolny „Deutschland”) sprawiając wrażenie, jakby pilotujący go zamierzał lądować na plaży i szukał ku temu dogodnego miejsca, po czym znajdując się na niewielkiej wysokości albo siłą podmuchu wiatru bądź też wskutek manewru pilota został przeniesiony nad taflę wody i spadł do morza, którego głębokość w tym miejscu wynosiła ok. 5. m. Pomimo natychmiastowej akcji ratunkowej podjętej przez kilka statków oraz zabiegów reanimacyjnych prowadzonych przez miejscowego lekarza dr Pokutyńskiego, zginęli wszyscy znajdujący się na pokładzie samolotu wojskowi. Wrak samolotu doholowano do mola w Orłowie i tu wydobyto ciała ofiar oraz szczątki samolotu. Wspólne uroczystości żałobne trzech wojskowych odbyły się w Gdyni 20 lipca 1936. 21 lipca 1936 Aleksander Łagiewski został pochowany na cmentarzu Powązkowskim w Warszawie (kwatera 299a-5-29). 

## Ordery i odznaczenia
- Krzyż Walecznych[3][23]
- Złoty Krzyż Zasługi (pośmiertnie,18 lipca 1936)[3][24][25][26]
- Medal Pamiątkowy za Wojnę 1918–1921[3][23]
- Medal Dziesięciolecia Odzyskanej Niepodległości[23]
- Polowa Odznaka Pilota[23]
- Odznaka za Rany i Kontuzje[23]
- Krzyż Oficerski Orderu Zasługi Wojskowej (Bułgaria, pośmiertnie, 1936)[27]
- Medal 10 Rocznicy Wojny Niepodległościowej (Łotwa)[28]